# 奧斯特費爾德山

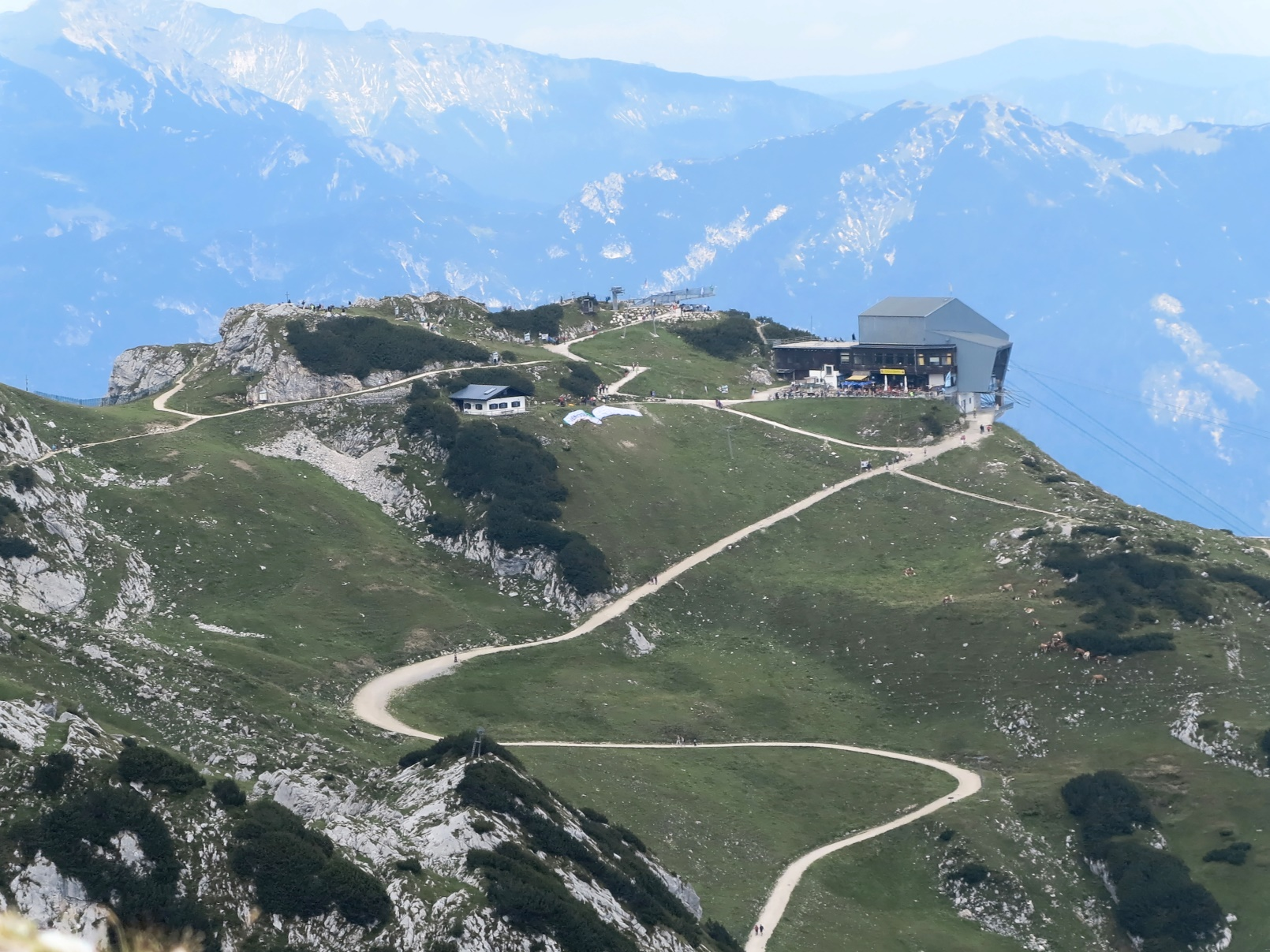

47°26′20″N 11°03′00″E / 47.439002°N 11.049964°E
奧斯特費爾德山（德語：Osterfelderkopf），是德國的山峰，位於該國東南部，由巴伐利亞負責管轄，屬於韋特施泰因山脈的一部分，距離赫倫托爾山0.05公里，海拔高度2,057米。